# Doxocopa doxocopa
Doxocopa doxocopa är en fjärilsart som beskrevs av Hermann Burmeister 1878. Doxocopa doxocopa ingår i släktet Doxocopa och familjen praktfjärilar. Inga underarter finns listade i Catalogue of Life.